# حي غرينتش الملكي
حي غرينتش الملكي (بالإنجليزية: The Royal Borough of Greenwich)‏ هي واحدة من القصبات في جنوب شرق لندن الكبرىفي إنجلترا. تم إنشاء منطقة غرينتش بلندن في عام 1965 بموجب قانون حكومة لندن للعام 1963 ‏. غطت الحي الجديد المنطقة السابقة لغرينتش وجزء من منطقة وولويتش إلى الشرق. يجتمع المجلس المحلي في قاعة مدينة وولويتش ‏.
غرينتش هو موقع خط الطول الأول، والذي يعتمد عليه التوقيت العالمي المنسق. خط الطول الرئيسي الذي يمر عبر المرصد الملكي في غرينتش هو المكان الذي بدأت فيه تسمية توقيت غرينتش، والذي تعتمد عليه جميع الأوقات العالمية. تم إدراج غرينيتش ضمن أفضل عشر وجهات عالمية من قبل فرومرز وذلك في العام 2023، وهي الوجهة الوحيدة في المملكة المتحدة التي تم إدراجها في هذه القائمة.
في 3 فبراير 2012 وللاحتفال باليوبيل الماسي لإليزابيث الثانية، أصبحت غرينتش منطقة ملكية ‏، ويرجع ذلك جزئيًا إلى روابطها التاريخية مع العائلة المالكة، ووضعها كموقع للتراث العالمي لليونسكو باعتبارها موطنًا لخط الطول الرئيسي.